# Chafé
Chafé is een plaats (freguesia) in de Portugese gemeente Viana do Castelo en telt 2507 inwoners (2001).

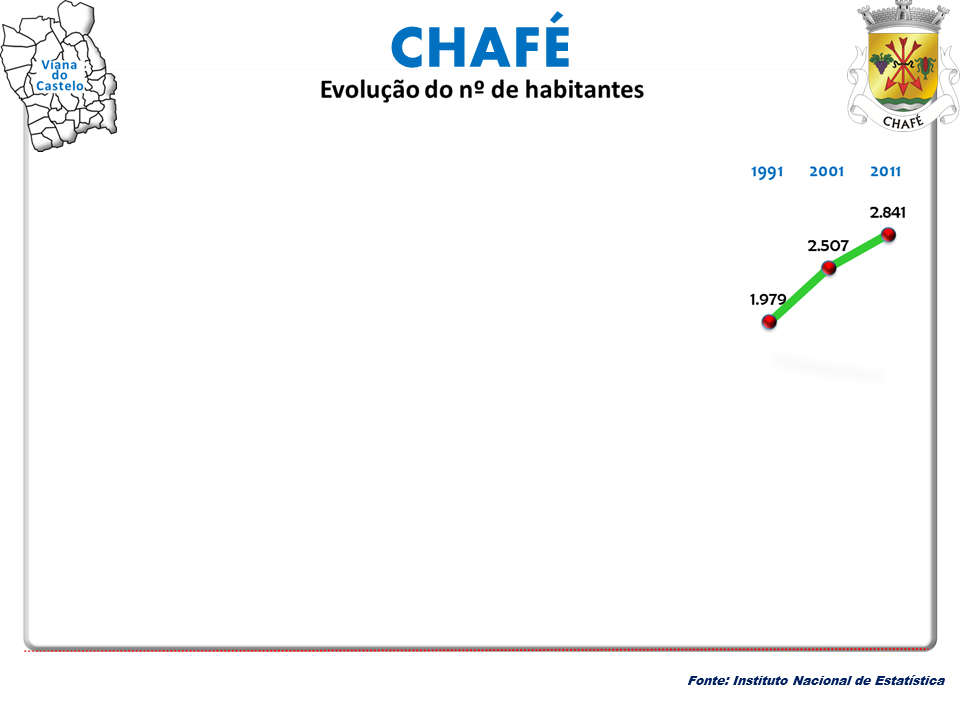
Bevolkingsontwikkeling tussen 1864 en 2011